# 1391年海事司法管轄權法令
《1391年海事司法管轄權法令》（英語：Admiralty Jurisdiction Act 1391；15 Ric 2 c 3）是英格蘭國會的一項法令。
《1879年〈民事訴訟程序法令〉廢除法令》第2條及附表第I部廢除了本法令起頭至「his Lieutenant in anywise」止的字句。
整部法令當時尚未廢除的條文已由《1967年刑事法律法令》第10(2)條及附表3第I部 （页面存档备份，存于）廢除。